# 希登希尔斯
希登希尔斯（英語：Hidden Hills）是美国加利福尼亚州洛杉矶县下属的一座城市。建市于1961年1月19日，面积约为1.69平方英里（4.4平方公里）。根据2010年美国人口普查，该市有人口1,856人。